# خبز مقطع

## تاريخ

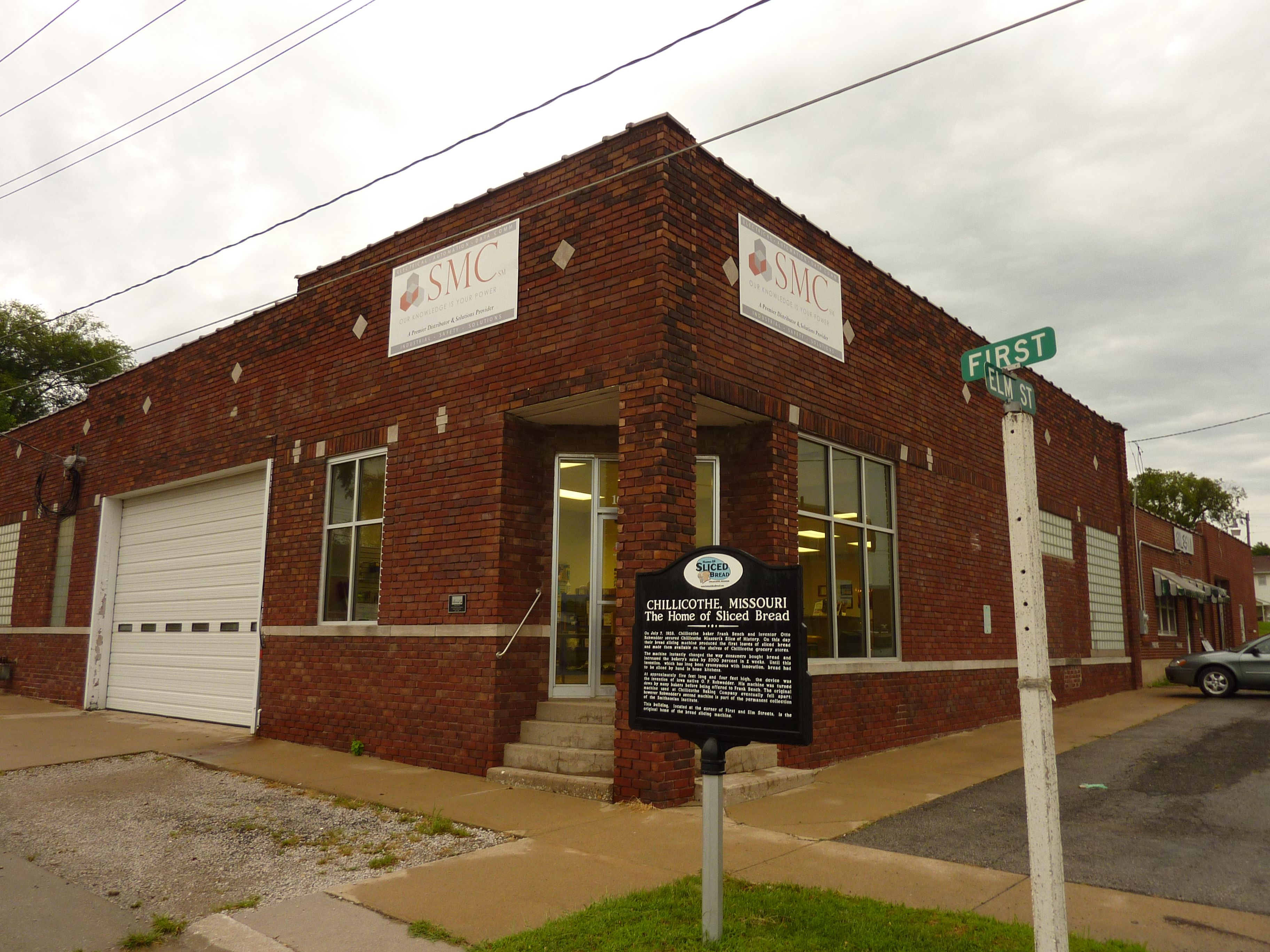
مبنى شركة Chillicothe للمخبوزات في تشيليكوثي، ميزوري، حيث قُطِعَ الخبز لأول مرة بواسطة الآلة.

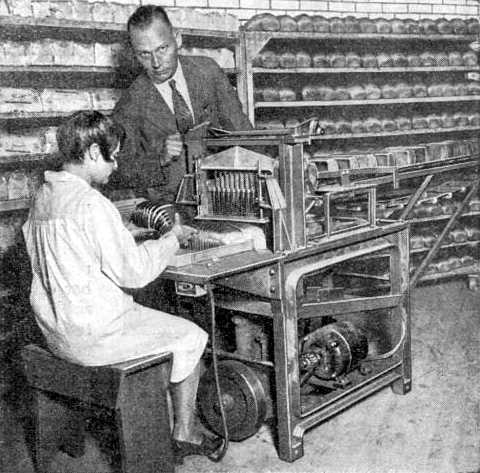
تُظهِر هذه الصورة "آلة تقطيع خبز كهربائية جديدة" قيد الاستخدام بواسطة مخبز لم يُذكر اسمه في سانت لويس عام 1930، وتُظهر آلة روهويدر حال استخدامها بواسطة شركة Papendick للمخبوزات.

رسم توضيحي يُظهر براءة الاختراع في أشرطة التقطيع المتعددة في آلة تقطيع روهويدر التي صنعت عام 1928.

أُخترع أول نموذج لآلة تقطيع رغيف الخبز في دافنبورت، آيوا، الولايات المتحدة من قِبل أوتو فريدريك روهويدر، والذي تدمر لاحقًا في عام 1912 جراء نشوب حريق،  ولم يكن لدى روهويدر آلة جاهزة للعمل بالكامل حتى عام 1928. وكان أول استخدام تجاري للآلة من قبل شركة Chillicothe للمخبوزات في تشيليكوثي بولاية ميسوري، والتي باعت شرائح الخبز لأول مرة في 7 يوليو 1928.  والذي أثبت نجاحه تحت مسمى "خبز كلين مايد المقطّع"، وتتنافس مدينة باتل كريك في ولاية ميشيغان على لقب أول مدينة تبيع الخبز المقطع بواسطة آلة روهويدر؛ ومع ذلك، لم يقدم المؤرخون أي وثائق تدعم ادعاء باتل كريك. تم الإعلان عن الخبز باستخدام عبارة "أعظم خطوة إلى الأمام في الخَبز منذ اختراع رغيف الخُبز".
اشترى الخباز جوستاف بابنديك من مدينة سانت لويس آلة تقطيع الخبز الثانية من شركة روهويدر وشرع في تحسينها من خلال ابتكار طريقة لإبقاء الشرائح معًا لفترة كافية إلى أن يُغلف الرغيف.  وبعد فشل محاولاته باستخدام الأربطة المطاطية والدبابيس المعدنية، استقر على وضع الشرائح في صينية من الورق المقوى، تساعد الصينية بتسوية الشرائح، مما يسمح لآلات التغليف الميكانيكية بالعمل.
كان W.E. Long، الذي روّج لعلامة Holsum Bread التجارية، التي يستخدمها العديد من الخبازين المستقلين في جميع أنحاء الولايات المتحدة، رائدًا في ترويج تعبئة الخبز المقطع، بدءًا من عام 1928.  وفي عام 1930، بدأت شركة Wonder Bread، التي بدأت البيع لأول مرة في عام 1925، في تسويق الخبز المقطع على مستوى الولايات المتحدة.
في المملكة المتحدة، تم تركيب أول آلة لتقطيع وتغليف الخبز في مخبز Wonderloaf في توتنهام ، لندن، في عام 1937. وبحلول الخمسينيات من القرن العشرين، كان حوالي 80% من الخبز المباع في بريطانيا يُباع مقطعًا. 

## التأثير
وبما أن آلات تقطيع الخبز التجارية كانت تنتج شرائح بمقاس موحّد ورقيق إلى حدٍ ما، فقد أصبح المستهلكون يأكلون المزيد من شرائح الخبز في المرة الواحدة. كما أنهم تناولوا الخبز بشكل متكرر، بسبب سهولة الحصول على قطعة خبز أخرى وتناولها. وقد أدى هذا إلى زيادة استهلاك الخبز، وبالتالي زيادة استهلاك المواد التي تدهن على الخبز، مثل المربى . 

## حول العالم
بسبب سهولة استخدامه، أصبح الخبز المقطّع شائعًا في العديد من أنحاء العالم، ويختلف السُمك المعتاد حسب الشركة والبلد:
- في المملكة المتحدة، يتم بيع الخبز المقطع على هيئة "خبز منزلي" أو "سميك" أو "متوسط" أو "رفيع"، ويتراوح سُمك القطعة من 16 مم إلى 10 مم. [6]
- في جمهورية أيرلندا، يُعرف نوع الخبز الأكثر شعبية باسم "الخبز المقطع"، ويُباع في أرغفة يبلغ وزنها 800 أو 400 جرام، ملفوفة بورق الشمع . [7]
- في اليابان، يتم تمييز نفس نصف رغيف الخبز بعدد الشرائح المقطعة إليه [8] (عادةً ما تكون أربع أو ست قطع، ولكن أيضًا ثماني أو عشر قطع)، مما يعني أن العدد الأكبر هو قطع أرق. نادرًا ما نرى أرغفة الخبز المقطعة بالكامل. يُباع في اليابان أيضًا " خبز الساندويتش " الرقيق الخالي من القشرة، نظرًا لأن الخبز العادي الذي يتراوح عدد شرائحه بين أربع وست شرائح يُعتبر سميكًا للغاية.
- في كندا والولايات المتحدة، يعتبر خبز التوست في تكساس نوعًا من الخبز المعبأ المقطع إلى شرائح يبلغ سمكها ضعف سمك معظم شرائح الخبز. [9]
- في أستراليا، يبلغ طول معظم شرائح الخبز حوالي 18 سم. سمكها 12-13 مم، والمعروف باسم سمك "الخبز المحمص"، في حين أن سمكها 12-13 مم. يُعرف mm باسم "الساندويتش". أقل شيوعًا هو سمك "الكافيه"، حوالي 24 مم. [10]